# 정경은
정경은(鄭徑恩, 1990년 3월 20일 ~ )는 대한민국의 배드민턴 선수이다. 현재 KGC인삼공사 배드민턴단 소속이다. 2012년 하계 올림픽에서 승부조작 파문으로 실격을 당하였다. 그로부터 4년 후, 2016년 하계 올림픽에 신승찬과 출전하여 동메달을 받았다.

## 수상
- 2016
  - 말레이시아오픈 배드민턴 슈퍼시리즈프리미어 여자복식 2위
  - 인도 배드민턴 그랑프리골드 여자복식 1위

- 2015
  - 미국오픈 배드민턴그랑프리 여자복식 1위
  - 마카오오픈 배드민턴 그랑프리골드 여자복식 1위